# Сан-Браш (Прая-да-Витория)
Сан-Браш (порт. São Brás) — район (фрегезия) в Португалии, входит в округ Азорские острова. Расположен на острове Терсейра. Является составной частью муниципалитета Вила-да-Прая-да-Витория. Население составляет 1012 человека на 2001 год. Занимает площадь 5,30 км².